# 胸肩腎
胸肩 腎（むなかた じん）は日本の男性声優。主にアダルトゲームに声をあてている。

## 人物
名前の由来は某テニスコーチから。
胸肩賢（むなかた けん）名義で出演することもあるが、どんな名義で出演するかを手書きで記入させられる際、単に「賢」と書き間違えることが何度かあった為。
演技の幅が非常に広く、爽やかな青年、不良青年、三枚目、中年、老人、変態、人外、稀に少年など、幅広い役を演じ分けている。裏声を駆使することもある。アドリブにも定評がある。

## 出演作品

### ゲーム

#### 2003年
- 鏡の中のオルゴール ふたつめの物語 SnowWhite（ドワーフ）[1]
- 緋の月（師範代）[2]
- ちゃっく!ついてる!!（赤石忠志）[3]

#### 2004年
- 妹れしぴ〈e-moterecipe〉（ミラレーバ）
- 女教師・恥辱の旋律
- 海道
- 夏ノ空 -カノソラ-（源さん）
- クロス 〜狂気への道標〜（狩野元哉）[4]
- Xchange3
- Xchange R
- 友達以上恋人未満（四方山彦平）
- 美畜!（恵庭史郎）[5]
- PussyCat〜牝猫たち〜（南条光輝）
- フェ○りんぴっく! 〜江口家の咥内事情〜（越後屋満吉）
- ままらぶ（桜木昭[6]、ロナウド、スタイリスト）
- 夕緋ノ向コウ側（諏訪源司）[7]
- Reverse desire 〜裏返る欲望〜（立川猛）

#### 2005年
- あやつりブルマー（宝田路亜貴朗[8]、ブルマックス大王）
- チュートリアルサマー
- 盗んでMy Heart（半村）[9]
- 美少女妖怪調伏伝 ぬばたま（師匠・ザ・サクセス）

#### 2006年
- たっぷん☆お姉チャー（山波十兵衛）[10]
- 遥かに仰ぎ、麗しの（梓乃の祖父、ワンボ・バンボ・ウンベルベ・フンガ）
- ひだまり
- 鳳凰戦姫 舞夢（沙羅慢蛇、火車、服部、ミスターNTR）
- めがちゅ! -Megamisama Chuuihou-
- もえママ! 〜Cutie MaMa came Suddenly…（高橋団十郎）

#### 2007年
- 浮気妻 〜巨乳人妻乱れマンション〜（長岡清吾）
- おさ★つま お兄ちゃんが旦那様! 第1話（山浪智信）
- きみはぐ（助三郎ケンジ）
- 彗聖天使プリマヴェールZwei（隊長A）
- すうぃと!（蓮十郎）
- 世界でいちばんNGな恋（熊崎吉則）
- ナツメグ（乾龍治、理事長）
- ホシツグヨ（尾田映）
- まじよめ 〜魔神くんの花嫁〜（逢魔滋多呂宇）
- 女神大戦（ベリアール、アンタイオス、ダークエルフ、ケルベロス、クラーケン、超魔神ゼウス）
- リゾートBOIN
- Reversible（瀬能悠司）

#### 2008年
- 看護戦隊ナースレンジャー（怪人ショウニカ、ウィリアムス、ナレーション）
- キスよりさきに恋よりはやく（騎西範先）
- 鋼炎のソレイユ -CHAOS REGION-（J・A・スズキ）
- 昇龍戦姫 天夢（慢陀羅、清龍亀、影山勘助）
- 超昂閃忍ハルカ（妖門玉異　獄太郎狸）
- 5 -ファイブ-（織戸邦衛）
- Princess Frontier
- ほしうた

#### 2009年
- あい☆きゃん（寺田幸二、村田隆志、櫻井拓也）
- アトリの空と真鍮の月（湊宏茂）
- アンバークォーツ 〜Amber Quartz〜（神谷夏彦）
- 彼女が見舞いに来ない理由（富岡鉄雄）
- 巨乳ファンタジー（ルビーン・フォン・ベルンシュタイン）
- スズノネセブン（保村定道）
- 白光のヴァルーシア What a beautiful hopes（ハールート・フラワウル・トライタウナ、シャルル・ヴィクトール・ルクレール、仮面の宮殿侍従たち、長老（老貝さま）、教団員、人型ホラー、西享貴族、クバード）
- 果てしなく青い、この空の下で…。完全版（八車斉臥）
- もみちゅぱティーチャー! 〜巨乳姉妹と三角関係〜（松野望、森映吉）
- Like a Butler（マイケル・アップルトン）

#### 2010年
- かしましコミュニケーション（ムハール国王）
- 三極姫 〜乱世、天下三分の計〜（劉備玄徳）
- 紫影のソナーニル -What a beautiful memories-（ヘミングウェイ、サム・ショーター）
- 裸の王様（波見村）
- はぴ☆さま! 〜宮乃森村へようこそ!〜（梅原源吉郎）
- はるかぜどりに、とまりぎを。2nd Story 〜月の扉と海の欠片〜（沖奈金次郎）
- 紅色天井艶妖綺譚 藍丸捕物帳（烏丸五郎丸鷹比佐）

#### 2011年
- 愛しい対象の護り方（警護課男子B）
- 戦国天使ジブリール（小島先生）[11]
- 戦極姫3〜天下を切り裂く光と影〜（百武賢兼）
- 大帝国（宇垣さくら）

#### 2012年
- 三極姫2〜天地大乱・乱世に煌く新たな覇龍〜（劉備玄徳）

#### 2013年
- 幻創のイデア〜Oratorio Phantasm Historia〜（赫、XII）
- HUNTING BLUE（大杉卓志、如月光星）
- プリズム◇リコレクション!(久我山篤郎)

#### 2014年
- 巨乳ファンタジー2 if（ガラハット2世）
- 紫影のソナーニルRefrain -What a beautiful memories（ヘミングウェイ、サム・ショーター）
- 戦極姫4 ～争覇百計、花守る誓い～（太田道灌、今川義元、稲葉一鉄、柴田勝家）
- 戦極姫5 ～戦禍断つ覇王の系譜～（今川義元、稲葉一鉄、太田道灌）
- 天秤のLa DEA。戦女神MEMORIA（ドルジス）

#### 2015年
- 戦極姫6 ～天下覚醒、新月の煌き～（直江景綱、今川義元、志道広良、成松信勝）
- 神のラプソディ（ゲネラル＝パウゼ）
- ランス03 リーザス陥落（パットン・ヘルマン）

### 2019年
- レイルロアの略奪者（グレイドリック）
- 殻ノ少女 HD版（間宮 心像、森 夜月）

### 2020年
- スロウ・ダメージ（タク）[12]

### OVA
- 彼女が見舞いに来ない理由 理由2「終わらない饗乱」（富岡鉄雄）
- 宮崎摩耶大図鑑（綱吉）
- 雪夜一夜物語 第三夜「愛辱の花嫁」（藩主）

### ドラマCD
- 処女絢爛※初回限定特典
  - 麗那会長ゴキゲンナナメ（男子生徒B）
  - 妹だってば!（兄）
  - ヤン・でれ（男子生徒B）
- 巨乳家族（カメラマン）
- 紅色天井艶妖綺譚 音御伽話 八百万弐 紅葉雪花編（烏丸五郎丸鷹比佐）
- みらくるのーとんSUMMER☆SPECIAL（明の父）

### ボイスドラマ
- ZAN!（惨） 〜秘められたプロローグ〜（佐古亮輔）